# Facundo Kidd
Facundo Kidd, vollständiger Name Facundo Kidd Álvarez, (* 4. August 1997 in Colonia del Sacramento) ist ein uruguayischer Fußballspieler.

## Karriere
Der 1,76 Meter große Defensivakteur Kidd spielte 2010 und 2013 für Juventud de Colonia. Dazwischen war er von 2012 bis 2012 und erneut seit 2013 für die Nachwuchsmannschaften Plaza Colonias aktiv. Am 28. August 2016 debütierte er bei den Profis in der Primera División, als er von Trainer Leonel Rocco am 1. Spieltag der Spielzeit 2016 beim 1:1-Unentschieden gegen den Racing Club de Montevideo in die Startelf beordert wurde. Während der Saison 2016 kam er zweimal (kein Tor) in der Liga zum Einsatz.